# Maralur Amanikere, Tumkur
Maralur Amanikere là một làng thuộc tehsil Tumkur, huyện Tumkur, bang Karnataka, Ấn Độ.